# Columnea glabra
Columnea glabra là một loài thực vật có hoa trong họ Tai voi. Loài này được Oerst. mô tả khoa học đầu tiên năm 1861.

## Hình ảnh

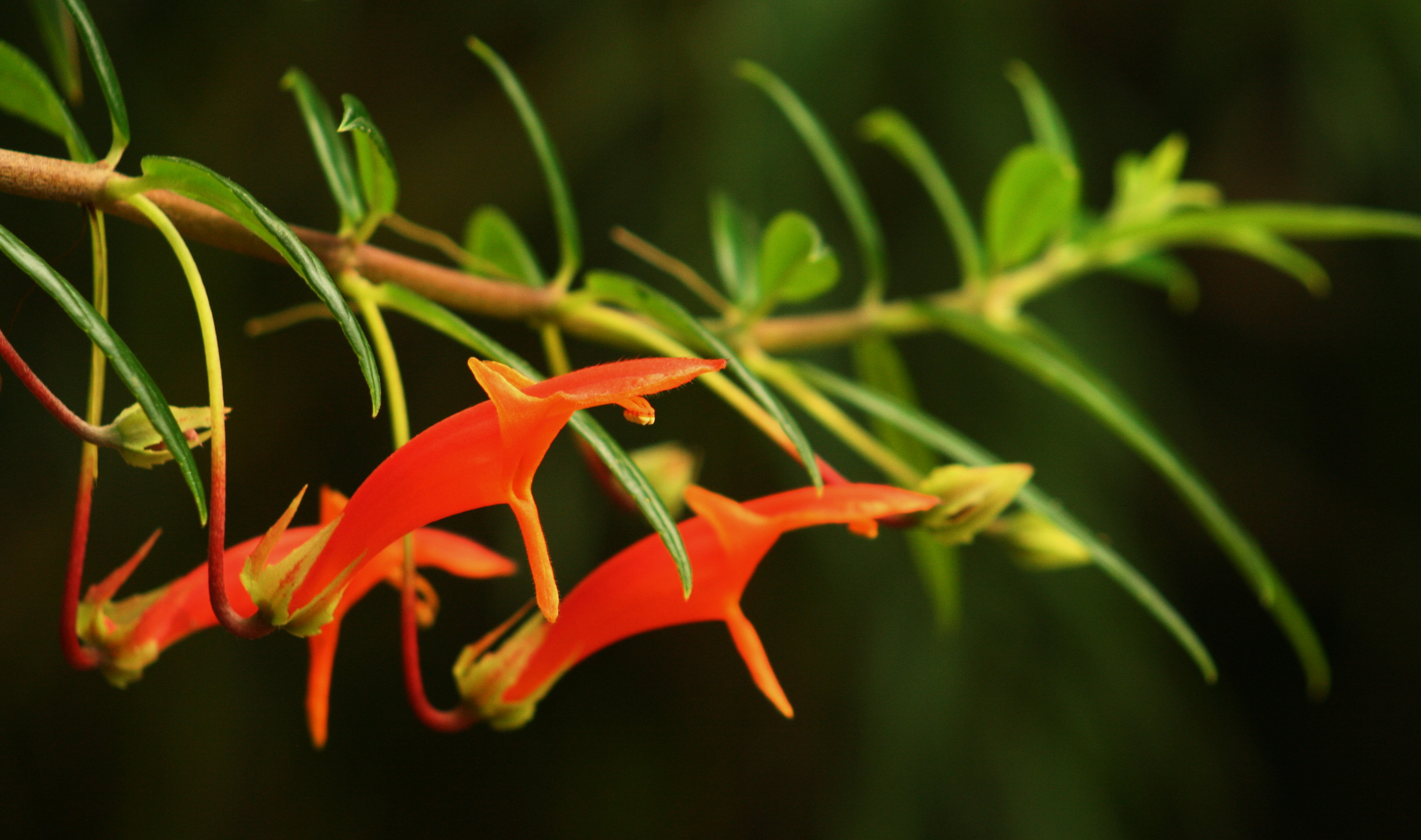
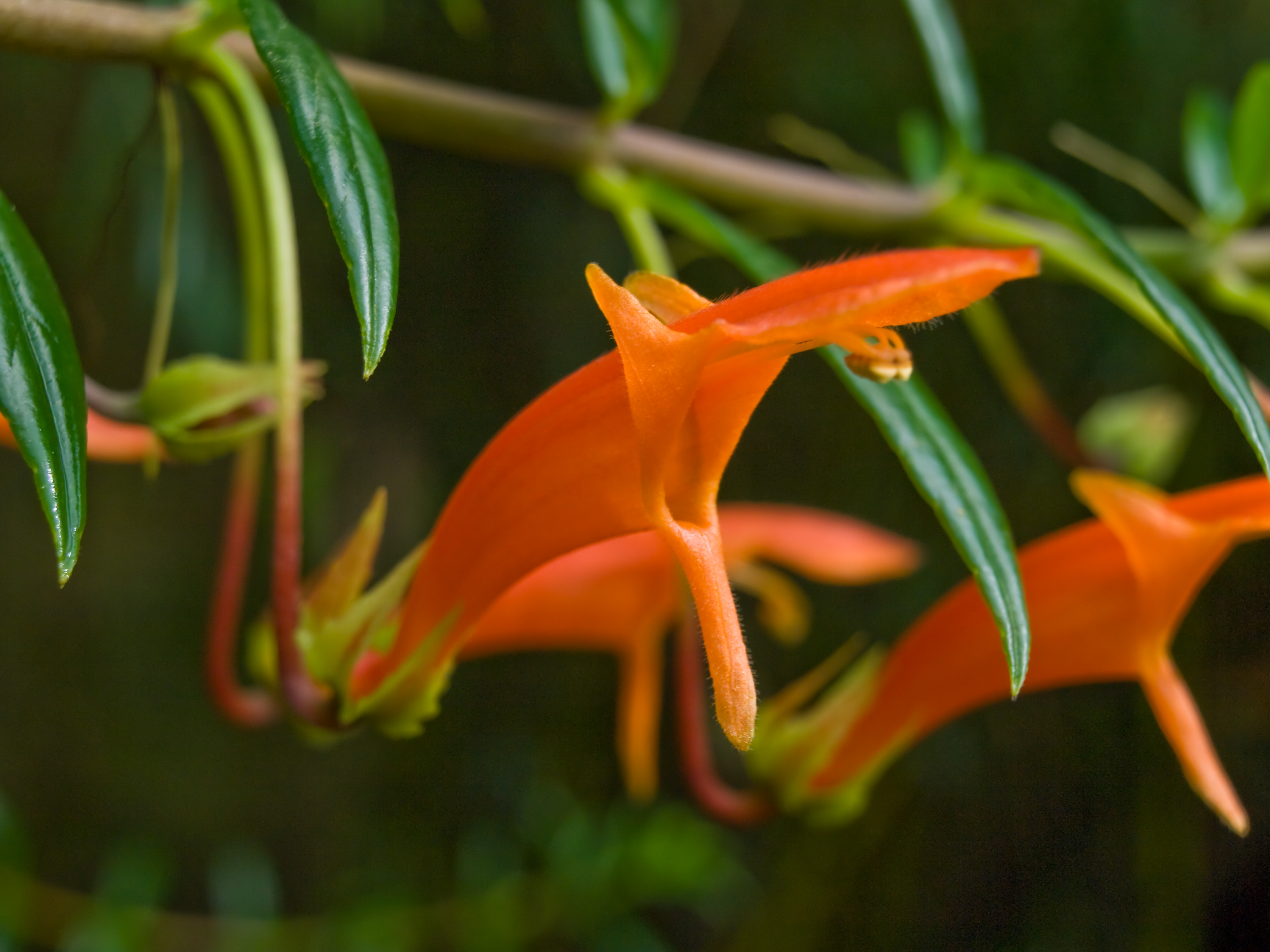